# Gloucestershire
Gloucestershire (Reino Unido: /ˈɡlɒs.tə.ʃə/ (escucharⓘ)) es uno de los cuarenta y siete condados de Inglaterra, Reino Unido, con capital en Gloucester. Ubicado en la región Sudoeste limita al norte con Herefordshire y Worcestershire, al noreste con Warwickshire, al este con Oxfordshire, al sur con Wiltshire y Somerset, al suroeste con Brístol y al oeste con el canal de Brístol y Gales. El condado comprende parte de las Colinas Cotswold, parte del valle del río Severn  y el bosque de Dean.
Aparte de la capital otras ciudades importantes son Cheltenham, Stroud, Cirencester y Tewkesbury. Históricamente, la ciudad de Brístol pertenecía a Gloucestershire pero desde 1373 ya no forma parte del condado. En 1974, el área situada al sur de Gloucestershire formó parte administrativa del condado de Avon. Tras la desaparición de este condado en 1996, se convirtió en una unidad administrativa independiente, ligada a Gloucestershire para determinadas cuestiones.
Su economía está basada en la agricultura y la cría de ganado ovino. En las ciudades hay algunas fábricas de productos manufacturados. 
Este es el condado natal de la escritora J.K. Rowling, de la entomóloga Eleanor Anne Ormerod y del actor William Moseley.

## Lugares históricos
Hay en este condado vestigios de asentamientos prehistóricos, con enterramientos y construcciones de defensa. Entre los lugares de interés de Gloucestershire cabe destacar los siguientes:
- El Castillo de Berkeley, construido en el año 1117.
- El Bosque de Dean, que sirvió de coto de caza durante la dinastía Tudor.
- La Abadía de Hailes, fundada en el 1245.
- El castillo de Sudeley del siglo XV.
- La posada DAM, la más antigua de Inglaterra se halla en Wotton-under-Edge.

También son destacables las catedrales de Bristol y Gloucester así como la abadía de Tewkesbury. Casi todas las ciudades del condado poseen iglesias de especial interés, algunas del periodo anterior a los normandos.